# Тобіас Кляйн
Тобіас Кляйн (нім. Tobias Klein; нар. 23 березня 1982) — колишній німецький тенісист.
Найвищу одиночну позицію світового рейтингу — 591 місце досяг 24 квітня 2006, парну — 521 місце — 20 березня 2006 року.

## Титули ITF Ф'ючерс

### Парний розряд: (5)
| Ранг | Дата     | Турнір                       | Покриття | Партнер            | Суперники                        | Рахунок          |
| ---- | -------- | ---------------------------- | -------- | ------------------ | -------------------------------- | ---------------- |
| 1.   | Лют 2006 | Швейцарія F1, Вілен (Тургау) | Килим    | Дастін Браун       | Ладо Чихладзе Денісс Павловс     | 6–4, 4–6, 7–5    |
| 2.   | Бер 2006 | Швейцарія F2, Лойггерн       | Килим    | Дастін Браун       | Жером Бекер Юліан Райстер        | 4–6, 6–3, 7–6(2) |
| 3.   | Вер 2008 | Німеччина F20, Нюрнберг      | Ґрунт    | Гольґер Фішер      | Мартін Еммріх Саша Клер          | 2–1, ret.        |
| 4.   | Чер 2009 | Румунія F5, Бакеу            | Ґрунт    | Александер Садецкі | Раду Албот Андрій Чумак          | 6–4, 6–3         |
| 5.   | Кві 2013 | Туреччина F17, Анталія       | Тверде   | Хіроясу Ехара      | Денис Бейтулахі Віктор Філіпенко | 7–6(3), 6–1      |